# SN 2003kp
SN 2003kp – supernowa typu Ia odkryta 21 listopada 2003 roku w galaktyce A023102-0839. W momencie odkrycia miała maksymalną jasność 22,10m.